# سید رضا پاک‌نژاد
سیدرضا پاک نژاد (۳ آذر ۱۳۰۳ در یزد - ۷ تیر ۱۳۶۰ در تهران) پزشک و شاعر و  نویسنده ایرانی و نماینده یزد در دوره اول مجلس شورای اسلامی بود. وی در بمب‌گذاری دفتر حزب جمهوری اسلامی کشته شد.

## تحصیلات
سید رضا پس از اخذ دیپلم در سال ۱۳۳۰ در رشته پزشکی دانشگاه فردوسی پذیرفته شد. سال بعد وی مجدداً در کنکور شرکت کرد و در دانشگاه تهران پذیرفته شد.

## نمایندگی
- تعداد آراء: ۷۲٬۳۶۳ درصد آراء: ۵۷٫۰۰[۳]

## درگذشت
پاک نژاد در هفت تیر ۱۳۶۰ و در حادثه بمبگذاری در دفتر حزب جمهوری اسلامی به همراه سیدمحمد بهشتی و تعداد زیادی از روحانیون و سیاستمداران کشته شد. پیکر وی در خلد برین دفن شده است.